# Beilschmiedia donisii
Beilschmiedia donisii är en lagerväxtart som beskrevs av Robyns & Wilczek. Beilschmiedia donisii ingår i släktet Beilschmiedia och familjen lagerväxter. Inga underarter finns listade i Catalogue of Life.